# Du (Unix)

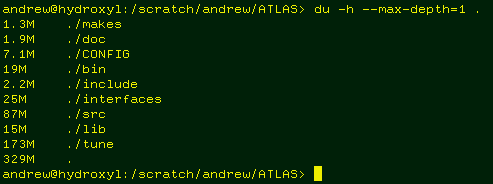
终端中du的截图

du(disk usage的缩写，磁盘使用情况)是一个标准Unix程序，用于估量文件或文件夹的磁盘使用情况。

## 历史
du工具首次出现在AT&T Unix的第一版中。

## 规范
默认情况下，单一UNIX规范规定，du显示当前目录每个文件与目录的被分配磁盘空间的情况。链接文件将会显示其本身大小而非其链接对象；目录则会显示其内容的大小。
由于du只反映磁盘分配情况而非实际文件大小，所以如果文件被删除后磁盘未被释放，其显示的数字会与df报告的数字有所不同。

## 用法
du可以带一个参数，即指定一个路径来工作；如果没有指定，则使用当前目录。SUS指定了du有以下这些选项：
-a，显示所有的文件和目录，而不仅仅显示目录。
-H，计算命令行中指定链接对象的磁盘使用情况。
-k，将大小除以1024字节，而非512字节显示。
-L，计算任意链接对象的使用情况。
-s，仅汇报当前目录总计的磁盘使用情况，而不显示每一个文件。
-x，仅遍历指定路径所在设备上的文件与目录。
其他Unix和类Unix操作系统可能提供额外的选项。例如，BSD与GNU的du规定了一个-h选项，把磁盘使用情况的大小加上单位后缀，显示为一个用户更容易理解的形式。（如：10MB）

## 示例
KB单位的目录总大小：
```
 
$
 
du
 
-sk
 
*

 
152304
  
directoryOne

 
1856548
 
directoryTwo

```

更易读的目录总大小格式(Byte、KB、MB、GB、TB、PB)：
```
 
$
 
du
 
-sh
 
*

 
149M
 
directoryOne

 
1
.8G
 
directoryTwo

```

当前目录下包含隐藏文件，子目录与文件的磁盘使用情况（从小到大排序）：
```
 
$
 
du
 
-sk
 
.
[
!.
]
*
 
*
|
 
sort
 
-n

```

当前目录下包含隐藏文件，子目录与文件的磁盘使用情况（从大到小排序）：
```
 
$
 
du
 
-sk
 
.
[
!.
]
*
 
*
|
 
sort
 
-nr

```

显示深度为1的目录大小及其总和
```
 
$
 
du
 
-d
 
1
 
-c
 
-h

```

### 使用手册
- du（页面存档备份，存于） — GNU coreutils中的使用手册
- du — OpenBSD中的使用手册
- du（页面存档备份，存于） — Dragonflybsd中的使用手册

### 其他
- Disk space-related utilities at Freshmeat.net